# Južnoafrički kojsanski jezici
Južnoafrički kojsanski jezici, glavna i najveća skupina kojsanskih jezika, kojoj pripadaju svi jezici osim jezika hadza i sandawe. Govore se na južnom kraju afričkog kontinenta. Sastoji se od užih skupina: 
a) Centralni južnoafrički kojsanski jezici sa (13) jezika i užom podjelom na 
a1. hainum (1) jezik, haiǁom [hgm], (Namibija)
a2. Kwadi (1) jezik, kwadi [kwz], (Angola)
a3. Nama (3) jezika: korana [kqz] (Južnoafrička Republika); nama [naq] (Namibija); xiri [xii] (Južnoafrička Republika)
a4. Tshu-Khwe (8) jezika koje obuhvaćaju podskupine
a. sjeverna centralna (1): shua [shg] (Bocvana)
b. sjeveroistočna (2): kua [tyu] (Botswana); tsoa [hio] (Bocvana)
c. sjeverozapad (3): ǁAni [hnh] (Bocvana); ǁGana [gnk] (Bocvana); khwe ili kxoe [xuu] (Namibija)
d. jugozapadna (2): Gǀwi ili ǀGwi [gwj] (Botswana); naro [nhr] (Bocvana)
b. sjeverni: (6): Juǀʼhoan [ktz] (Bocvana); Kung-Ekoka jezik [knw] (Namibija); ǂKxʼauǁʼein [aue] (Namibija); Maligo jezik [mwj] (Angola); ǃOǃung [oun] (Angola); Vasekela bušmanski [vaj] (Namibija)
c. Južni: (6):
c1. ǃKwi (4): Nǀu jezik [ngh] (Južnoafrička Republika); seroa [kqu] (Južnoafrička Republika); ǀXam [xam] (Južnoafrička Republika); ǁXegwi [xeg] (Južnoafrička Republika)
c2. hua (2): ǂHua [huc] (Bocvana); ǃXóõ [nmn] (Bocvna)

## Vanjske poveznice
- Ethnologue (14th)
- Ethnologue (15th)